# Francis Richards
Francis Augustus Richards (Tasmânia, 9 de agosto de 1873 — 1955) foi um velejador britânico, campeão olímpico. Ele competiu nos Jogos Olímpicos de Verão de 1920 na classe Dinghy 18 pés e conquistou a medalha de ouro a bordo do Brat ao lado de Thomas Hedberg. Seu nome não aparece no Relatório Oficial dos Jogos de Antuérpia, mas na página oficial do Comitê Olímpico Internacional.